# Orrhangzós beszéd
Az orrhangzós beszéd, másként rhinolália az általános pöszeség egy fajtája, ami a hangok nazális színezetének zavara. Ez azt jelenti, hogy az anyanyelv orrhangjai elvesztik orrhangzósságukat, vagy a nem orrhangok válnak orrhangzóssá. Három fajtája van: a nyílt, a zárt és a kevert. A nyílt orrhangzósság az orrhangok (a magyar nyelvben az m, az n és az ny), a zárt a nem orrhangok kiejtésében okoz zavart. A kevert orrhangzósság akár az összes hangot érintheti. Nemcsak a kiejtést, hanem a hangszínt is megváltoztatja. A beszéd nehezen érthetővé, idegenszerűvé válik. Nem tekintendő beszédhibának, ha tájszólásról, vagy rétegnyelvről van szó.

## Fajtái
Az orrhangzós beszédnek három fajtája van:
- Zárt orrhangzósság: az orrhangok orrhangzósságának elvesztése. A magyar m, n, ny hangokból rendre b, d és gy lesz. A többi hang, főként a magánhangzók kiejtése is megváltozik, idegenszerűvé válik, természetellenesen hangzik.
- Nyílt orrhangzósság: a nem orrhangok orrhangzós színezetet kapnak. A magyar nyelvben a leginkább érintett hangok a mássalhangzók között a p-b, t-d, k-g párok, a magánhangzók között az i és az ú. A sziszegő hangok és az f-v pár képzése zavaró orrzörejekkel jár.
- Kevert orrhangzósság: a beszéd vegyesen viseli a zárt és a nyílt orrhangzósság jeleit.

## Okai
Az orrhangzós beszéd okai többnyire szerviek. Leggyakoribb okai fejlődési rendellenességek, ajak- és szájpadhasadék. Gyakran társul hozzá a hallás károsodása, de okozhatja bénulás is, vagy lehet funkcionális zavar is. Az okok hátterében sokszor örökletes tényezők is állnak.

## Kezelése
Az orrhangzós beszéd javítása bonyolult csapatmunkát igényel. A kezelés megkezdése előtt megvizsgálják az érintett hallását, szabályozzák a fogait, felmérik az intelligenciáját, és műtétek sorozatával megszüntetik a szervi okot. Csak ezután kezdődhet meg az összes hang javítására irányuló, a folyamatos, ritmusos, érthető és szépen hangzó beszédet célként kitűző logopédiai kezelés. A beszédzavar, beszédfogyatékosság és a gyakori kórházi tartózkodás által okozott személyiségzavar megszüntetéséhez pszichológusra is szükség van.